# 华瑞茁案
华瑞茁案是1998年7月至2001年6月期间，在北京市朝阳区发生的一系列强奸、谋杀案。案犯华瑞茁杀害了14名妓女。
华瑞茁（1973年－2002年1月31日）是黑龙江省人，1993年北京市某建筑公司当司机。1994年，他喜欢上了一个女孩，半年后才发现她是妓女，劝其从良未果后两人分手，华瑞茁从此痛恨妓女。
华瑞茁叫到妓女后，便把妓女铐到车里强奸殴打致死后抛尸，有受害人下身被插入钢筋棍、玉米秸等物体。2001年7月11日，华瑞茁被刑事拘留，7月24日被逮捕，12月被判处死刑。2002年1月31日，华瑞茁被执行死刑。

## 受害人
14名受害人中有12人身份无法确认。
| 尸体发现日期   | 尸体发现地点               | 备注     |
| -------------- | -------------------------- | -------- |
| 1998年9月21日  | 东坝乡驹子房玉米地         |          |
| 1999年7月31日  | 麦子店枣营南街某房屋       | 身份确认 |
| 2000年9月4日   | 楼梓庄四队玉米地           |          |
| 2000年12月19日 | 东坝乡某井                 |          |
| 2001年4月12日  | 康静里某小区东北侧垃圾场沟 |          |
| 2001年5月14日  | 某集团公司厕所粪池         |          |
| 2001年6月24日  | 华威北里某房屋             | 身份确认 |